# Fiumetta
La Fiumetta (o Bagnella) è un torrente del Piemonte, immissario del lago d'Orta. Transita nella provincia del Verbano-Cusio-Ossola.

## Percorso

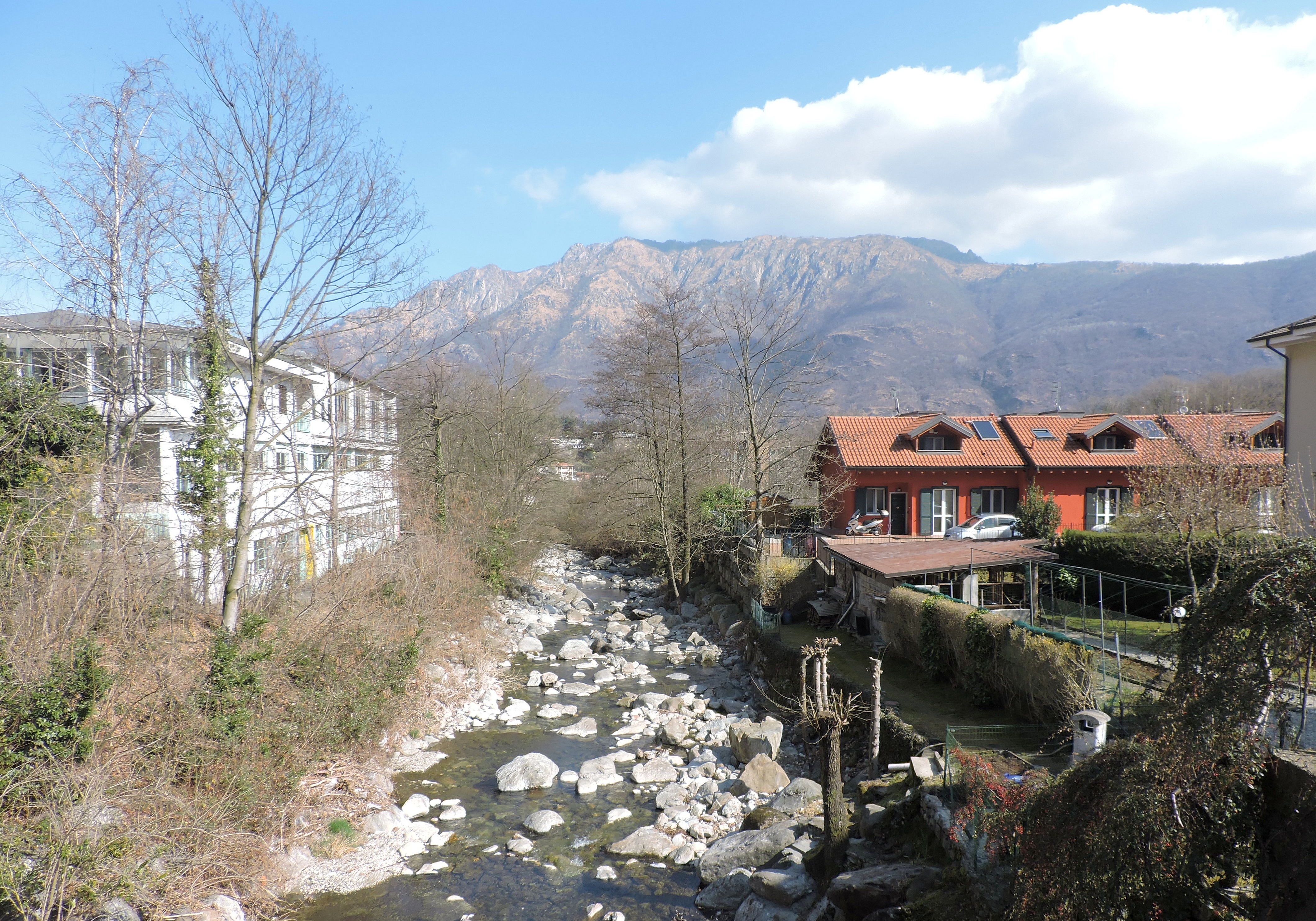
Fiumetta e Mottarone a Pontebria (Omegna)

Il torrente nasce con il nome di rio Rasetto poco a est del crinale Valsesia/Lago d'Orta, nella zona tra il Monte Croce e il Monte Ostano. Si dirige poi verso sud-est e, giunto non lontano da Quarna Sotto, con una ampia svolta ruota verso nord-est. Passato nei pressi di Cireggio e attraversata la frazione di Omegna Bagnella si getta infine nel lago d'Orta.

## Principali affluenti
- Rio Selvetta: affluente in sinistra idrografica, è un breve corso d'acqua che drena il versante orientale del Monte Croce.
- Rio Molinello 2,7 km[1]: è il principale tributario in sinistra idrografica della Fiumetta e raccoglie le acque dell'area montuosa compresa tra l'Alpe Camasca e il monte Mazzocone.
- Rio della Corda: è lungo 2,9 km[1] e scende dal versante orientale del monte Novesso raggiungendo la Fiumetta da destra nei pressi del confine tra i comuni di Quarna Sotto e Omegna.

## Nella letteratura
Nel libro I draghi locopei di Ersilia Zamponi la Fiumetta e la sua foce vengono citate in questi termini:
il torrente Fiumetta 
non ha mai fretta.
Sulle rive di Bagnella 
pesco solo un'alborella 
(e magari neanche quella).

## Sport
Dopo piogge abbondanti la parte più a valle del torrente consente una piacevole discesa in kayak.